# Leopold Rottmann

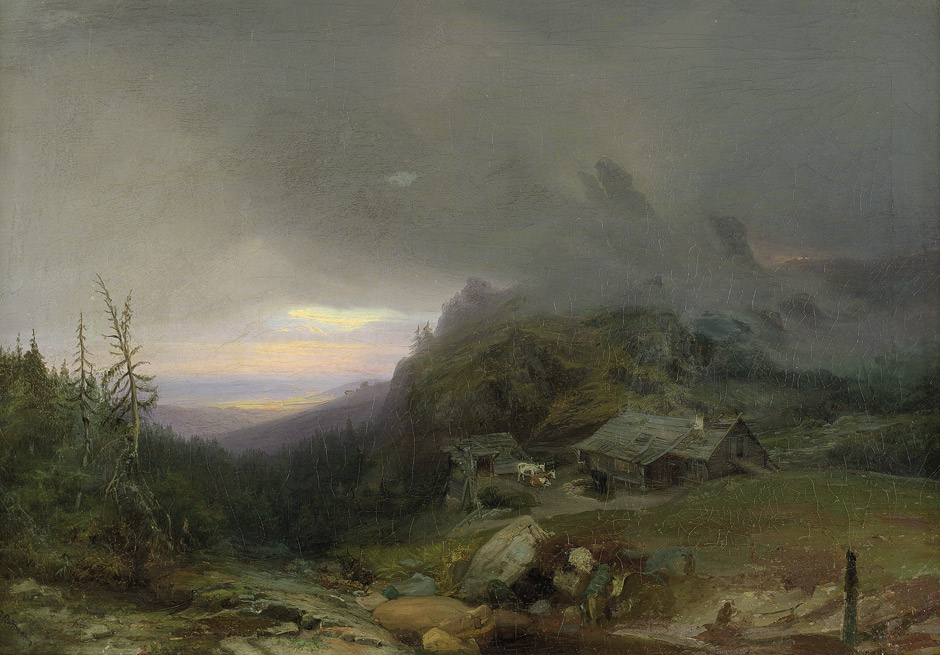
Leopold Rottmann: Alm im Gebirge bei Gewitter

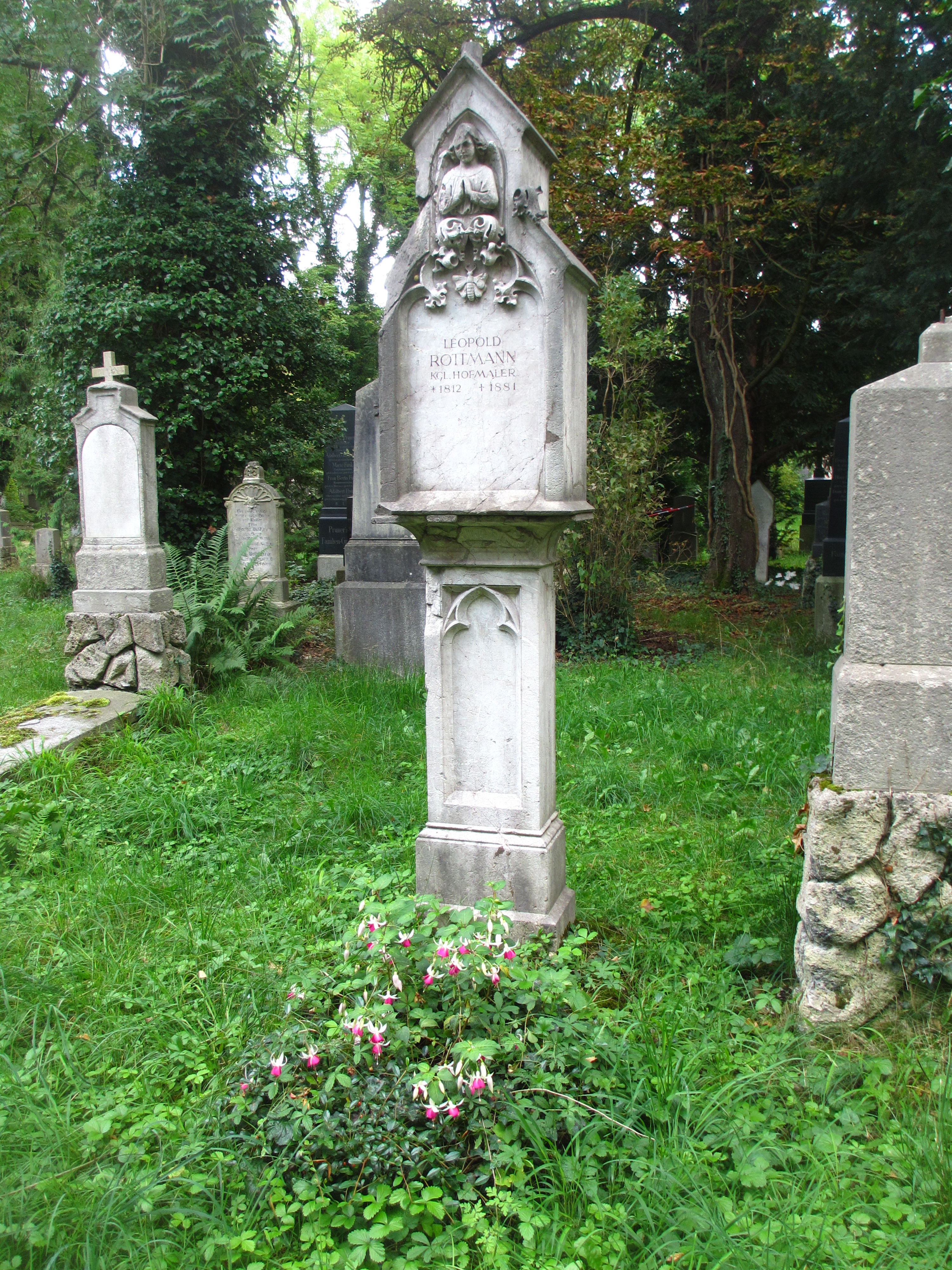
Grab von Leopold Rottmann auf dem Alten Südlichen Friedhof in München

Leopold Rottmann (* 2. Oktober 1812 in Heidelberg; † 26. März 1881 in München) war ein deutscher Landschaftsmaler.

## Leben
Er wurde als Sohn des Universitätszeichenlehrers und Malers Friedrich Rottmann geboren, der ihn zunächst unterrichtete. Dann ist er von Jakob Roux und schließlich von seinem älteren Bruder Carl Rottmann im Malen und Zeichnen weiter entwickelt geworden. 1830 ging er für kurze Zeit als Student auf die Kunstakademie München, wo er 1840 einen Lehrauftrag für die Technik der Lithografie erhielt.
Er war der Zeichenlehrer von Kronprinz Ludwig, dem künftigen König Ludwig II. von Bayern, der ihn 1861 unter dem Eindruck der Richard-Wagner-Oper Lohengrin beauftragte, Kostüme, Szenerien und Gestalten zu malen. Ludwigs Cousine, die feingeistige und intelligente Prinzessin Therese von Bayern, erhielt ebenfalls Unterricht von Leopold Rottmann. Später hat sie sich dann den Wissenschaften verschrieben. Auch Julius Mařák, Landschaftsmaler und ab 1887 Professor für Landschaftsmalerei an der Kunstakademie Prag, gehörte zu seinen Schülern.
Als Landschafter wird Leopold Rottmann, der sich besonders mit seinen Aquarellen auszeichnete, einerseits zu den Naturalisten und andererseits noch zu den klassisch-heroischen Malern, wie Joseph Anton Koch und Friedrich Preller d. Ä., gezählt.
Die Grabstätte von Leopold Rottmann befindet sich auf dem Alten Südlichen Friedhof in München (Gräberfeld 36 – Reihe 11 – Platz 18) Standort.